# Schwyzer Alpen
Die Schwyzer Alpen sind eine Gebirgsgruppe in der Schweiz. Sie liegt im Nordosten der Westalpen und bedeckt den Kanton Schwyz, sowie Teile der Kantone Luzern, Zug, Uri und Glarus.

## Lage und Fläche
Das Gebiet wird (im Uhrzeigersinn ab Nord) umgrenzt von Linth, Fätschbach, Klausenpass, Vorder Schächen, Schächen, Reuss, Vierwaldstätter-, Zuger- und Zürichsee und bedeckt eine Fläche von 1400 km².
Die Gruppe ist sehr vielfältig: Von sanft geschwungenen Voralpenbergen im Norden, die teilweise von steilen Felsen unterbrochen werden, bis zu hochalpinen Gipfeln nahe der Dreitausendergrenze im Südosten finden sich viele Variationen bezüglich Form und Charakter ihrer Berge.
Das Gebiet ist von zahlreichen Seen nicht nur umringt, sondern besitzt auch im Innern einige, wie z. B.:
Sihlsee, Ägerisee, Lauerzersee, Obersee, Wägitalersee und Klöntalersee.

## Gruppen und Gipfel
Die Schwyzer Alpen werden in folgende 13 Untergruppen eingeteilt:
- Etzel-Aubrig-Kette[4] mit Gross Aubrig 1695 m ü. M. und Etzel 1096 m
- Oberseegruppe[5] mit Mutteristock (2294 m)
- Glärnischgruppe[6] mit Bächistock 2915 m[1]
- Ortstockgruppe[6] mit Ortstock 2717 m und Höch Turm 2666 m
- Schächentaler Windgällen-Kette[7]
- Chaiserstockkette[7] mit Rophaien 2077 m und Chaiserstock 2515 m
- Fronalpstockkette[4] mit Chlingenstock 1935 m und Fronalpstock 1922 m
- Nördliche Muotataler Alpen[4]
- Rigi[4] mit Rigi Kulm 1797 m und Rigi Hochflue 1699 m
- Rossberg[4] mit Wildspitz 1580 m
- Alptaler Berge[4]
- Westliche und Östliche Sihltaler Alpen[4]

## Höchste Gipfel
1. Bächistock (2915 m)
2. Vrenelisgärtli (2905 m)
3. Ruchen (2901 m)
4. Bös Fulen (2801 m)
5. Schächentaler Windgällen (2764 m)
6. Grisset (2723 m)
7. Ortstock (2717 m)
8. Höch Turm (2666 m)
9. Rad (2661 m)
10. Inner Füürberg 2627 m

## Vergletscherung
Als einziges Bergmassiv der Schwyzer Alpen weist der Glärnisch drei benannte Gletscher auf. Der grösste ist der Glärnischfirn mit einer Länge von etwa 1,8 km, gefolgt vom Guppenfirn. Vom Bächifirn sind nur noch kleine Reste übriggeblieben (Stand 2017). An den Flanken des Bös Fulen finden sich einige unbenannte Gletscherreste.

## Täler und Orte
Im Innern der Gebirgsgruppe befinden sich das Tal der Minster, Sihltal, Tal der Wägitaler Aa, Oberseetal, Klöntal, Bisital, Riemenstaldner Tal, Muotatal, Tal der Steiner Aa und der Biber, Alptal mit den Orten Muotathal, Schwyz, Goldau, Steinen, Sattel, Rothenthurm, Einsiedeln, an deren Rand Pfäffikon, Niederurnen, Näfels, Glarus, Linthal, Altdorf, Brunnen, Gersau, Vitznau, Weggis, Zug und Wädenswil, das zum Kanton Zürich gehört.